# Skalpel (zespół muzyczny)
Skalpel – polski duet nu jazzowy tworzony przez Marcina Cichego i Igora Pudłę. Obaj są didżejami i producentami nagrań. Wspólnie tworzyć zaczęli w 2000 r., a w 2004 r. podpisali kontrakt z brytyjską wytwórnią Ninja Tune.
Muzyka którą tworzą to połączenie tego, co tradycyjne, z nowoczesnością. Do tworzenia własnych utworów wykorzystują głównie polski jazz z lat 60. i 70. nadając mu całkowicie nowe brzmienie. W 2006 roku formacja została wyróżniona Paszportem Polityki. W 2023 roku zespół został nagrodzony Fryderykiem w kategorii „Album roku elektronika” za płytę Origins.

## Dyskografia
Albumy
| Tytuł     | Dane dot. albumu                                                                                 | Pozycja na liście |
| Tytuł     | Dane dot. albumu                                                                                 | POL               |
| --------- | ------------------------------------------------------------------------------------------------ | ----------------- |
| Skalpel   | - Data: 17 maja 2004 - Wydawca: Ninja Tune/ Isound Labels - Format: CD, LP, digital download     | 12                |
| Konfusion | - Data: 26 września 2005 - Wydawca: Ninja Tune/ Isound Labels - Format: CD, LP, digital download | 17                |
| Transit   | - Data: 10 października 2014 - Wydawca: PlugAudio - Format: CD, LP, digital download             | 49                |
| Highlight | - Data: 20 marca 2020 - Wydawca: NoPaper Records - Format: CD, LP, digital download              | 13                |
| Origins   | - Data: 4 listopada 2022 - Wydawca: NoPaper Records - Format: CD, LP, digital download           | 36                |

Kompilacje
| Tytuł       | Dane dot. albumu                                                         | Pozycja na liście |
| Tytuł       | Dane dot. albumu                                                         | POL               |
| ----------- | ------------------------------------------------------------------------ | ----------------- |
| 1958 Breaks | - Data: 4 kwietnia 2005 - Wydawca: Ninja Tune/Isound Labels - Format: CD | 25                |

Notowane utwory
| Tytuł    | Rok  | Pozycja na liście | Album   |
| Tytuł    | Rok  | RDC               | Album   |
| -------- | ---- | ----------------- | ------- |
| "Switch" | 2014 | 11                | Transit |

Remiks albumy
| Tytuł        | Dane dot. albumu                                            |
| ------------ | ----------------------------------------------------------- |
| Virtual Cuts | - Data: listopad 2000 - Wydawca: Blend Records - Format: CS |

Minialbumy
| Tytuł          | Dane dot. albumu                                                                  |
| -------------- | --------------------------------------------------------------------------------- |
| Polish Jazz EP | - Data: 2000 - Wydawca: wydanie własne - Format: CD                               |
| 1958           | - Data: 27 sierpnia 2003 - Wydawca: Ninja Tune - Format: CD, LP, digital download |
| Sculpture      | - Data: 24 marca 2003 - Wydawca: Ninja Tune - Format: CD, LP, digital download    |
| Break Out      | - Data: 21 lutego 2005 - Wydawca: Ninja Tune - Format: LP, digital download       |
| Simple         | - Data: 2 maja 2014 - Wydawca: PlugAudio - Format: CD, LP, digital download       |